# Cantuaria assimilis
Cantuaria assimilis là một loài nhện trong họ Idiopidae.
Loài này thuộc chi Cantuaria. Cantuaria assimilis được Raymond Robert Forster miêu tả năm 1968.